# Goruia
Goruia – wieś w Rumunii, w okręgu Caraș-Severin, w gminie Goruia. W 2011 roku liczyła 384 mieszkańców. 